# 申泰陽
申 泰陽（シン・テヤン、英語: Shin Tae-yang、朝鮮語: 신태양、2000年10月1日 - ）は、大韓民国の男子バドミントン選手。

## 経歴
ジュニア時代に、男子ダブルスでは王燦とペアを組み、混合ダブルスでは李貞賢とペアを組んで、世界ジュニア選手権では男子ダブルスで準優勝。アジアジュニア選手権ではどちらも銅メダルを獲得した。